# نادي منيف
نادي منيف أحد أقدم أندية المملكة العربية السعودية عامة ومنطقة الحجاز خاصة، تأسس في عام 1963 م على يد الأستاذ / سعد السعدون. أطلق عليه اسم منيف نسبة إلى قصر منيف الشهير ب مدينة تربة الذي تهدم أكثر أجزائه أثناء معركة تربة.

## أبرز رؤساء النادي
1- سعد السعدون البقمي. (المؤسس)
2- محمد سعد محي البقمي.
3- سعد محمد البدري البقمي.
4- محمد ناصر البدري البقمي.
5- محمد دوخي فضاء البقمي.
6- فيصل شباب القرفي البقمي.
7- معيض عويض القوادي البقمي.

## تشكيلة الفريق الأول
ملاحظة: تشير الأعلام إلى المنتخب الوطني على النحو المحدد في قواعد الأهلية للفيفا. قد يحمل اللاعبون أكثر من جنسية واحدة غير تابعة للفيفا.
| الرقم | البلد    | المركز | اللاعب              |
| ----- | -------- | ------ | ------------------- |
| --    | السعودية | حارس   | مشعل الصبحي         |
| --    | السعودية | حارس   | رضا آل مبارك        |
| --    | السعودية | مدافع  | أحمد الحارثي        |
| --    | السعودية | مدافع  | أمجد السلمي         |
| --    | السعودية | مدافع  | إبراهيم بديري       |
| --    | السعودية | مدافع  | محمد الثبيتي        |
| --    | السعودية | مدافع  | نواف سحاري          |
| --    | الجزائر  | مدافع  | سفيان خليلي         |
| --    | السعودية | مدافع  | إبراهيم اللحجي      |
| --    | السعودية | مدافع  | أحمد فلاته          |
| --    | السعودية | وسط    | عبد المحسن الذبياني |

| الرقم | البلد    | المركز | اللاعب              |
| ----- | -------- | ------ | ------------------- |
| --    | السعودية | وسط    | عبد العزيز الحارثي  |
| --    | السعودية | وسط    | عبد العزيز المرحبي  |
| --    | السعودية | وسط    | أصيل عقيلي          |
| --    | السعودية | وسط    | خالد القرشي         |
| --    | السعودية | وسط    | وسيم السلمي         |
| --    | السعودية | وسط    | زامل الحربي         |
| --    | السعودية | وسط    | عبد العزيز الثبيتي  |
| --    | تونس     | مهاجم  | بهاء الدين البراهمي |
| --    | تونس     | مهاجم  | لؤي دحنوس           |
| --    | السعودية | مهاجم  | يوسف الشمري         |

## الإنجازات والبطولات
1- تمثيل المملكة في اللقاء الثقافي الدولي لأندية الخليج العربي والذي أقيم بدولة الأمارات العربية المتحدة عام 1409 هجرية .
2- حصول فريق كرة القدم لدرجة الناشئين على المركز الأول لبطولة الطائف واللعب على نهائي الغربية ضد نادي الاتحاد .
3- تأهل فريق كرة القدم لدرجة الأولمبي لدور الـ 32 من بطولة المملكة وتغلبه في مباراة الذهاب على نادي الوطني .
4- المركز الثاني للناشئين في بطولة المملكة العربية السعودية لكرة اليد عام 1409.
5- اشتراك لاعب النادي والمنتخب سعد حسين البقمي ضمن البطولة العربية لالعاب القوى بالجزائر وحصل على المركز السادس.
6- حصول لاعب النادي والمنتخب سعد حسين البقمي على المركز الرابع في مسابقة قذف القرص على مستوى بطولة غرب أسيا لألعاب القوى للعموم والتي أقيمت ب الدوحة عام 1426 هجرية.
7- حصول فريق العاب القوى للدرجة الأولى على المركز الأول في بطولة الغربية والباحة للموسم الرياضي 1423/1424 هجرية.
8- حصول فريق العاب القوى للدرجة الأولى على المركز الأول في بطولة الغربية والباحة للمواسم الرياضي 1424/1425 هجرية.
9- حصول فريق العاب القوى للدرجة الأولى على المركز الأول في بطولة الغربية والباحة للمواسم الرياضي 1427/1428 هجرية.
10- حصل فريق كرة اليد لدرجة الشباب على المركز الأول على المنطقة الغربية 1427 هجرية.
11- تحقيق الفريق الأول لكرة القدم لوصافة دوري الدرجة الرابعة السعودي والميداليات الفضية للموسم الرياضي 1444 هجرية - 2022 / 2023

## أبرز مدربين النادي
1- حاتم الكردي

## أبرز لاعبين النادي
- سعد حسين البدري البقمي _ بطل المملكة العربية السعودية في القرص والجلة. وثاني الخليج وثاني العرب ورابع أسيا.
- محسن حسين البدري البقمي _ بطل الرمح لاعب المنتخب السعودي.
- محمد دوخي البقمي لاعب نادي الوحدة سابقاً في كرة القدم .
- علي بن حسين البدري لاعب نادي الاتحاد سابقاً في كرة القدم.
- محسن بن سعد لاعب كرة اليد .

== لمحة وشكر لكل من ساهم بدعم النادي بشتى الوسائل .

## آخر اعتماد مجلس إدارة
اعتمد مؤخراً الأمير عبدالله بن مساعد بن عبدالعزيز آل سعود الرئيس العام لرعاية الشباب مجلس إدارة نادي منيف والمكون من:
- محمد بن دوخي البقمي (رئيس للنادي)
- مسلط بن ضاوي البقمي (نائب للرئيس)
- مطلق بن عايض البقمي (أمين عام)
- راكان المشيخي (أمين الصندوق)
- سعود بن مقبل البقمي (عضو)
- حاتم عبد الله هبه (عضو)
- محمد بن هندي البقمي (عضو)
- محمد بن حمود البقمي (عضو)
- سلطان بن حمود البقمي (عضو)